# Rallye du Portugal 1975
Le Rallye du Portugal 1975 (9º Rallye de Portugal Vinho do Porto), disputé du 18 au 21 juillet 1975, est la vingt-septième manche du championnat du monde des rallyes (WRC) courue depuis 1973, et la sixième manche du championnat du monde des rallyes 1975 (WRC).

## Contexte avant la course

### Le championnat du monde
Pour sa troisième édition, le championnat du monde affiche un calendrier comptant onze rallyes, trois de plus qu'en 1974 où de nombreuses épreuves internationales avaient été annulées à la suite du premier choc pétrolier. Initialement prévu en avril, le rallye du Portugal a été reporté en juillet en raison de la situation politique du pays, situation tendue jusqu'aux élections du 25 avril après un coup d'état avorté en mars. Les épreuves du championnat sont réservées aux voitures des catégories suivantes :
- Groupe 1 : voitures de tourisme de série
- Groupe 2 : voitures de tourisme spéciales
- Groupe 3 : voitures de grand tourisme de série
- Groupe 4 : voitures de grand tourisme spéciales

Après sa domination du début de saison (victoires à Monte-Carlo et en Suède, seconde place au Safari, la Scuderia Lancia a réduit son programme, faisant l'impasse sur les épreuves estivales et laissant à la marque sœur Fiat le soin de défendre les couleurs du groupe italien, qui en début d'année a réduit les budgets des départements 'compétition' de ses deux marques. Avec 55 points, la position de Lancia en tête du championnat reste néanmoins très confortable, ses principaux concurrents tels Peugeot (vainqueur au Safari et au Maroc), Ford, Saab ou Alpine ne participant officiellement qu'à un nombre restreint d'épreuves.

### L'épreuve
Le rallye du Portugal, créé en 1967 sous l'appellation Rallye TAP, est devenu en quelques années une compétition internationale de renom, devant sa notoriété à son parcours sélectif et à l'organisation impeccable de César Torres, un des pères de l'épreuve. Jusqu'en 1973, ce rallye comprenait un parcours de concentration au départ de grandes villes européennes. Depuis 1974, conséquence du premier choc pétrolier, ce rallye emprunte exclusivement les routes et chemins portugais. Le parcours alterne routes goudronnées et pistes, avec une nette majorité d'épreuves sur terre.

## Le parcours
- départ : 18 juillet 1975 d'Estoril
- arrivée : 21 juillet 1975 à Estoril

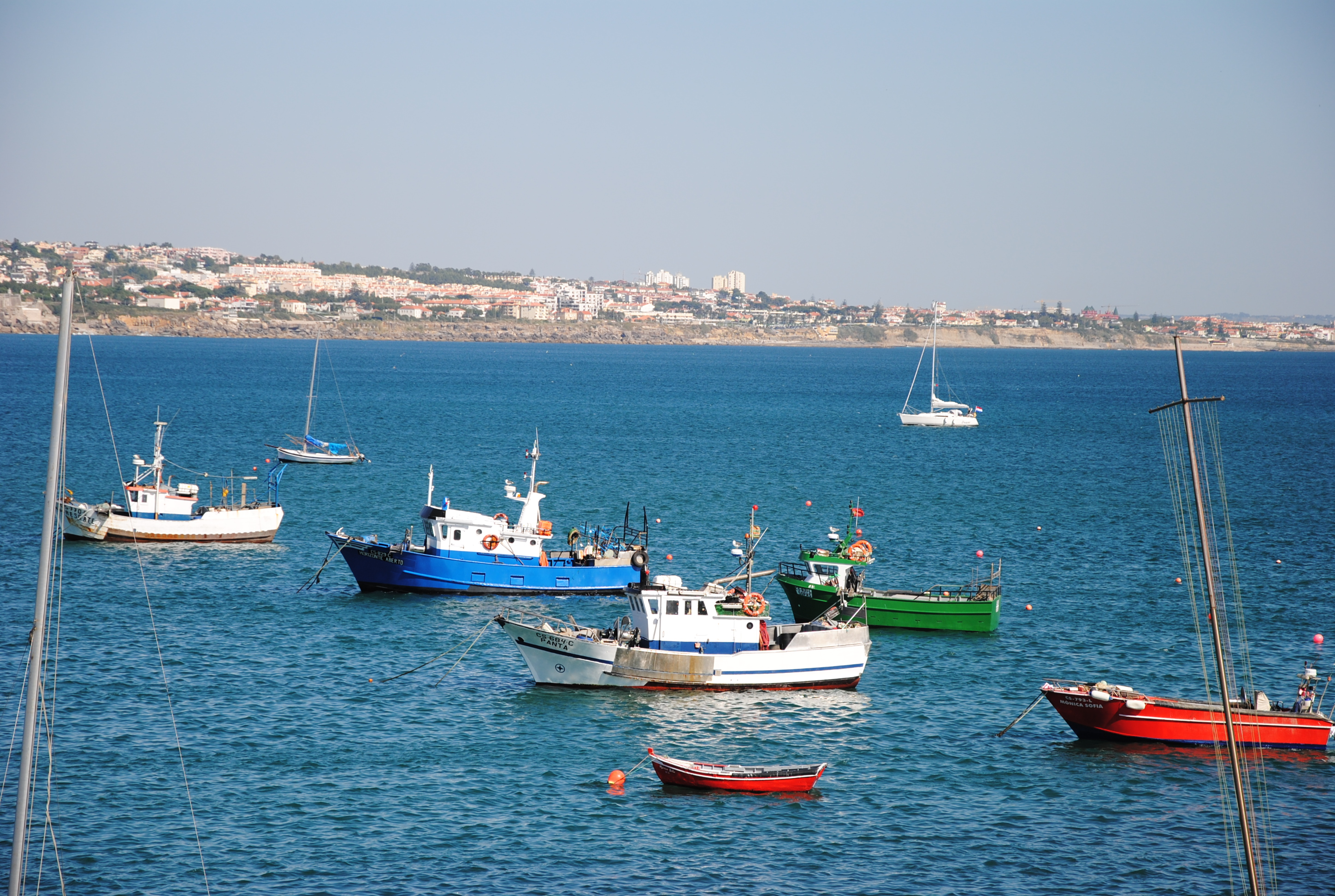
Estoril, à vingt kilomètres de Lisbonne, ville départ et arrivée du rallye du Portugal.

- distance : environ 2150 km, dont 494,9 km sur 31 épreuves spéciales (34 épreuves initialement prévues, pour un total de 514,8 km chronométrés)
- surface : asphalte et terre
- Parcours divisé en trois étapes[3]

### Première étape
- Estoril - Estoril, environ 450 km, du 18 au 19 juillet
- 8 épreuves spéciales, 73,9 km (11 épreuves initialement prévues, pour un total de 93,8 km)

### Deuxième étape
- Estoril - Espinho, environ 700 km, du 19 au 20 juillet
- 11 épreuves spéciales, 172,5 km

### Troisième étape
- Espinho - Estoril, environ 1000 km, du 20 au 21 juillet
- 12 épreuves spéciales, 248,5 km

## Les forces en présence
- Fiat

Le premier constructeur italien a engagé quatre spiders 124 Abarth groupe 4 pour Hannu Mikkola, Markku Alén, Alcide Paganelli et Bernard Darniche. Toutefois, ce dernier, qui vient de subir une opération au pied (conséquence d'une chute survenue avant le rallye du Maroc), a dû déclarer forfait et c'est le pilote local António Borges qui le remplace. Les 124 Abarth pèsent environ 950 kg et disposent d'un moteur quatre cylindres 1750 cm3 à seize soupapes d'une puissance de l'ordre de 200 chevaux. L'équipe italienne est largement favorite au départ, ayant réalisé le triplé l'année précédente.
- Toyota

Comme en Grèce, le Team Toyota Europe a engagé deux Corolla 1600 groupe 2 (1600 cm3, près de 180 chevaux). Elles sont confiées à Ove Andersson (qui dispose d'une version à conduite à gauche) et à Björn Waldegård (version à conduite à droite).
- Seat

La marque espagnole du groupe Fiat a engagé deux Seat 1430 groupe 2 pour Salvadore Cañellas et Ricardo Muñoz. Ces voitures disposent de l'ancien moteur 1850 cm3 à deux soupapes par cylindre du spider 124 Abarth, développant 160 chevaux.
- Opel

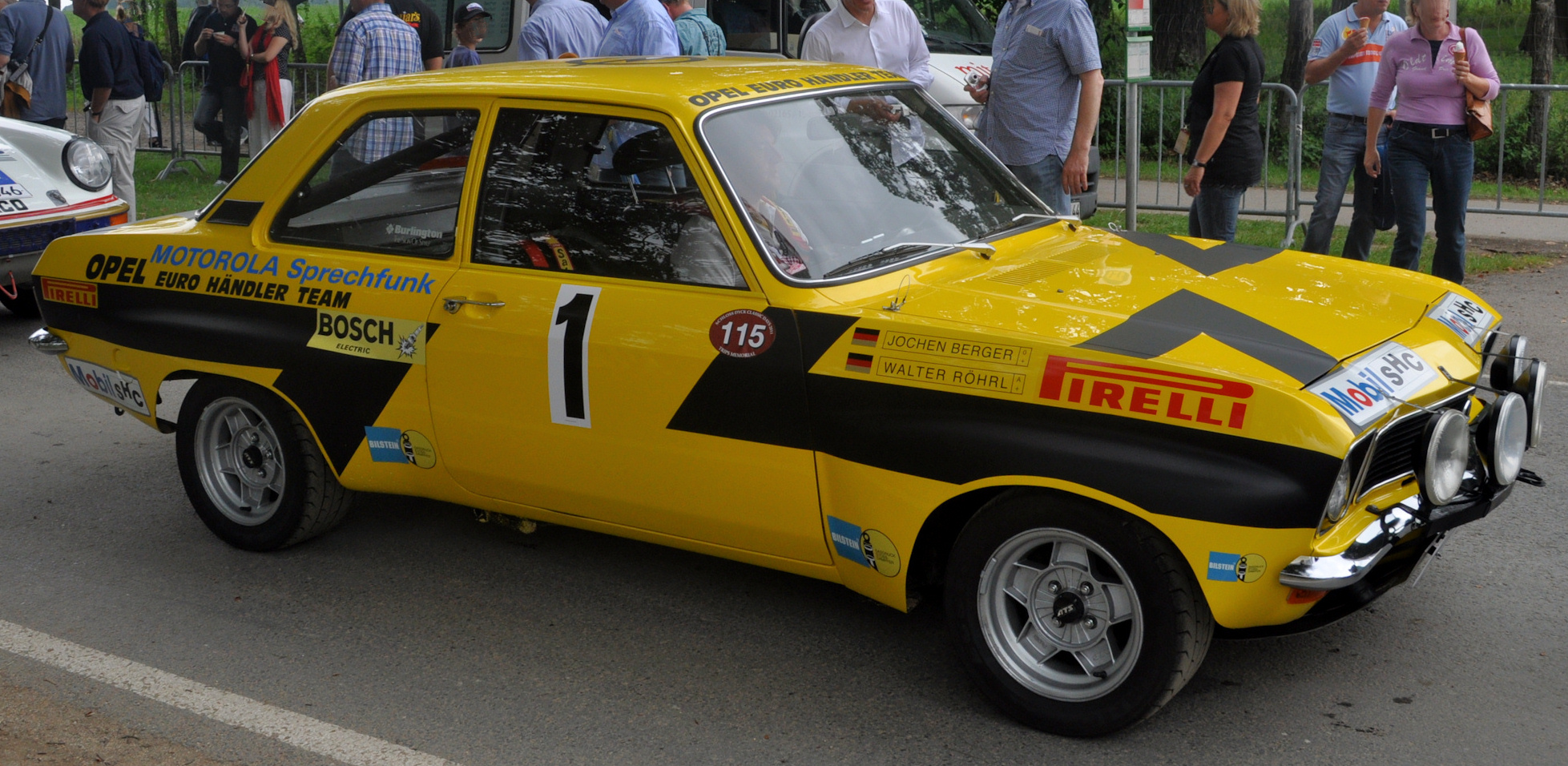
Une Opel Ascona groupe 2 aux couleurs de l'Euro Händler Team

L'Euro Händler Team est une nouvelle fois présent avec deux Ascona groupe 2, confiées à ses pilotes habituels Walter Röhrl (vainqueur en Grèce) et Rauno Aaltonen. Ces voitures disposent d'un moteur deux litres préparé par Irmscher, d'une puissance de près de 200 chevaux. Röhrl a profité des reconnaissances pour essayer la nouvelle Kadett GT/E, dont l'homologation en groupe 2 est prévue pour octobre.
- Datsun

Présence semi-officielle pour le constructeur japonais, qui par le biais de ses concessionnaires européens a engagé deux coupés Violet 160J groupe 2, dont un équipé du nouveau moteur deux litres développant près de 230 chevaux. Harry Källström devait faire débuter cette nouvelle version, mais les reconnaissances du rallye Total en Afrique du Sud ne lui permettent pas d'être présent au Portugal ; il est remplacé par Shekhar Mehta. Le pilote ivoirien Jean-Claude Bertrand dispose quant à lui de la Violet groupe 2 initialement dévolue à Mehta. Trois coupés Z groupe 4 ex-usine sont également au départ, pour les pilotes locaux Pedro Cortes, Mário Figueiredo (260Z) et José Megre (240Z).
- BMW

Achim Warmbold s'aligne sur une 2002 TI groupe 2 ex-usine, préparée par AWS-Autotechnik. Cette voiture est équipée d'un moteur deux litres à seize soupapes d'une puissance de 230 chevaux.
- Lancia

Bien qu'officiellement absente, la marque est représentée par l'écurie Montjuich, qui a engagé une Stratos HF groupe 4 pour le pilote espagnol Jorge de Bagration.
- Citroën

Claude Laurent pilote la GS groupe 2 (deux carburateurs double corps, environ 100 chevaux à 7400 tr/min) avec laquelle il a disputé le rallye du Maroc. Le pilote local Francisco Romãozinho dispose d'une voiture du même type. Bien que très à l'aise sur les pistes défoncées, ces voitures sont handicapées par leur faible puissance et leur poids dépassant la tonne.

## Déroulement de la course

### Première étape

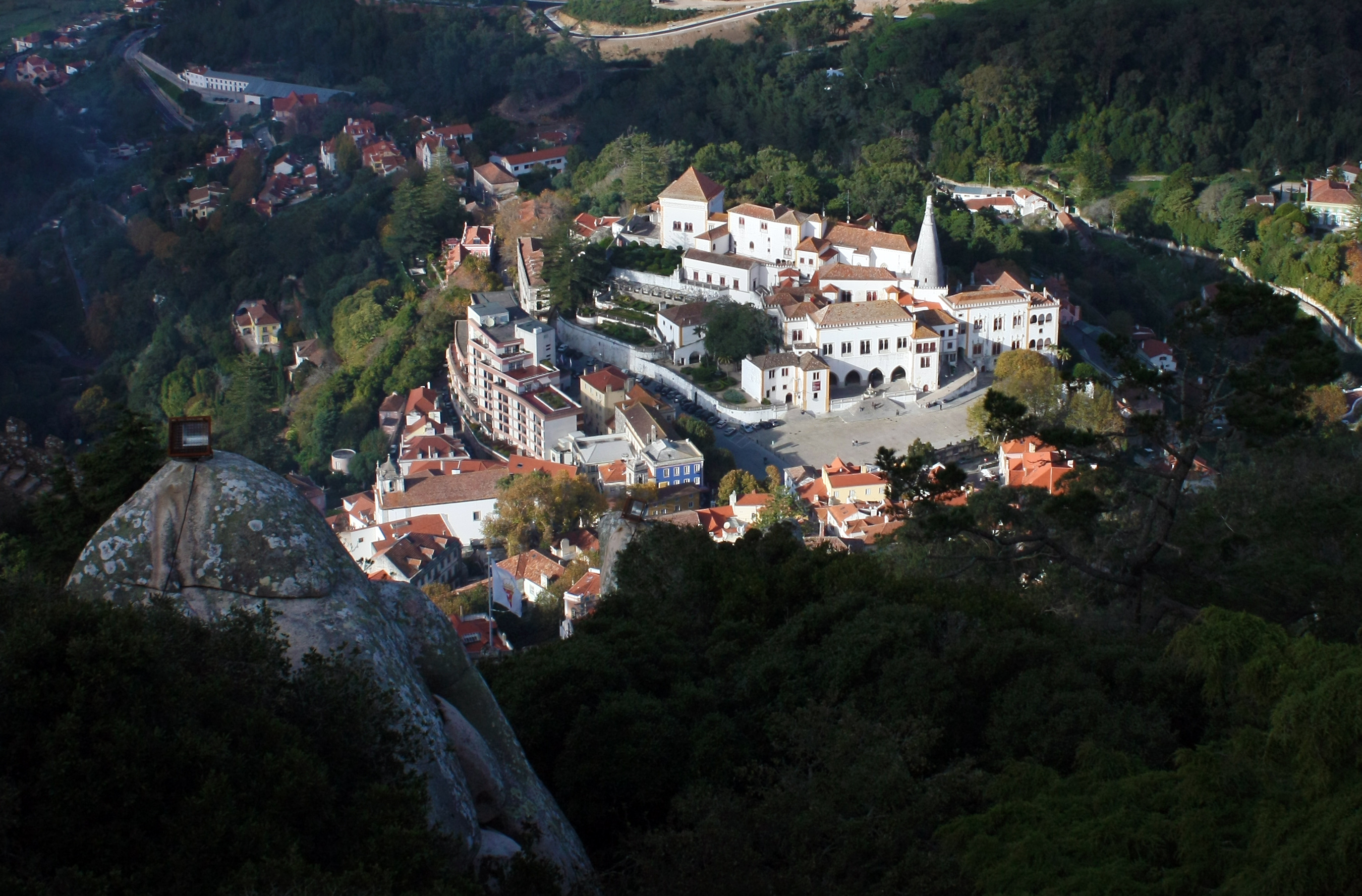
L'ascension de Sintra sera effectuée à deux reprises au cours de la première étape.

Les 73 concurrents prennent le départ d'Estoril le vendredi soir. Cette première étape se déroule de nuit et se déroule principalement sur asphalte, seules deux spéciales se disputant sur terre. Les Fiat se montrent d'emblée les plus rapides, Hannu Mikkola, Markku Alén et Alcide Paganelli occupant les trois premières places à l'issue du premier tronçon chronométré. Un tête-à-queue d'Alén dans la seconde spéciale lui fait perdre quinze secondes et la seconde place. Un instant devancé par l'Opel de Walter Röhrl, Alén remonte bientôt à la seconde place. Lors de la première spéciale sur terre, Mikkola (porteur du numéro 1) entend bien profiter de sa position sur la route pour accroître son avance sur son coéquipier (les équipages s'élançant toutes les deux minutes, seul le premier à partir n'est pas gêné par la poussière soulevée par les voitures). Mais un incendie de forêt va contraindre les organisateurs à retarder le départ d'Alén, lui permettant de s'élancer seulement six minutes après Röhrl, un temps suffisant pour que la poussière retombe totalement. Effectuant le meilleur temps, il revient à quelques secondes de Mikkola, puis prend la tête dans le secteur de Sintra. La lutte entre les deux coéquipiers est très serrée, le classement de la première étape étant déterminant pour l'ordre des départs de la seconde. Pour quatre secondes, Mikkola parvient à reprendre la tête lors de l'avant-dernière spéciale, mais un tête-à-queue dans le deuxième secteur sur terre le fait retomber en seconde position. Alén rejoint Estoril en tête : il aura l'avantage d'ouvrir la route tout au long de la seconde étape, disputée en majorité sur terre. Mikkola compte quinze secondes de retard, précédant la troisième Fiat de Paganelli de près d'une minute. Derrière les trois Fiat de tête, Achim Warmbold occupe la quatrième place sur sa BMW privée. Derrière, la lutte pour la cinquième place est serrée entre les deux Toyota d'Ove Andersson et de Björn Waldegård et les deux Opel de Rauno Aaltonen et de Walter Röhrl, ce dernier ayant perdu l'avantage de son beau début de course à la suite d'ennuis de direction et de transmission. Le pilote portugais António Borges, qui disposait de la quatrième Fiat d'usine, a dû renoncer sur problème de boîte de vitesses. Déception également pour l'Espagnol Jorge de Bagration, sa puissante Lancia Stratos, mal adaptée aux secteurs sur terre, ne lui permettant pas de figurer dans les dix premiers.
| Pos. | Pilote           | Copilote         | Voiture                | Temps       | Écart        | Groupe |
| ---- | ---------------- | ---------------- | ---------------------- | ----------- | ------------ | ------ |
| 1    | Markku Alén      | Ilkka Kivimäki   | Fiat 124 Abarth Spider | 49 min 28 s |              | 4      |
| 2    | Hannu Mikkola    | Jean Todt        | Fiat 124 Abarth Spider | 49 min 43 s | + 15 s       | 4      |
| 3    | Alcide Paganelli | 'Ninni' Russo    | Fiat 124 Abarth Spider | 50 min 41 s | + 1 min 13 s | 4      |
| 4    | Achim Warmbold   | John Davenport   | BMW 2002 TI            | 51 min 08 s | + 1 min 40 s | 2      |
| 5    | Ove Andersson    | Arne Hertz       | Toyota Corolla 1600    | 51 min 59 s | + 2 min 31 s | 2      |
| 6    | Rauno Aaltonen   | Claes Billstam   | Opel Ascona            | 52 min 21 s | + 2 min 53 s | 2      |
| 7    | Björn Waldegård  | Hans Thorszelius | Toyota Corolla 1600    | 52 min 22 s | + 2 min 54 s | 2      |
| 8    | Walter Röhrl     | Jochen Berger    | Opel Ascona            | 52 min 24 s | + 2 min 56 s | 2      |
| 9    | Mário Figueiredo | Carlos Barata    | Datsun 240Z            | 53 min 34 s | + 4 min 06 s | 4      |
| 10   | Pedro Cortes     | Teixeira Gomes   | Datsun 260Z            | 53 min 49 s | + 4 min 21 s | 4      |

### Deuxième étape
Mises à parts les deux premières épreuves, les spéciales de la seconde étape se déroulent sur terre. Sur les tronçons asphaltés, les Fiat d'Alén et de Mikkola font jeu égal, mais sur les tronçons poussiéreux Alén profite de sa position sur la route pour rapidement creuser l'écart sur son coéquipier. Mikkola limite les dégâts, alors que Paganelli renonce, direction cassée. Warmbold prend alors la troisième place, et va un moment menacer la seconde place de Mikkola, victime d'une crevaison. Mikkola réagit et creuse à nouveau l'écart sur le pilote allemand, et les deux Fiat conservent la tête de la course jusqu'à la fin de l'étape, à Espinho, séparées d'environ quatre minutes. Warmbold n'est qu'à cinquante secondes de Mikkola, et précède la Toyota d'Andersson de près de deux minutes. Aaltonen, cinquième, compte neuf minutes de retard sur le leader. Röhrl (allumage) et Waldegård (boîte de vitesses) ont tous deux abandonné.
| Pos. | Pilote               | Copilote        | Voiture                | Temps           | Écart         | Groupe |
| ---- | -------------------- | --------------- | ---------------------- | --------------- | ------------- | ------ |
| 1    | Markku Alén          | Ilkka Kivimäki  | Fiat 124 Abarth Spider | 3 h 02 min 55 s |               | 4      |
| 2    | Hannu Mikkola        | Jean Todt       | Fiat 124 Abarth Spider | 3 h 06 min 53 s | + 3 min 58 s  | 4      |
| 3    | Achim Warmbold       | John Davenport  | BMW 2002 TI            | 3 h 07 min 43 s | + 4 min 48 s  | 2      |
| 4    | Ove Andersson        | Arne Hertz      | Toyota Corolla 1600    | 3 h 09 min 28 s | + 6 min 33 s  | 2      |
| 5    | Rauno Aaltonen       | Claes Billstam  | Opel Ascona            | 3 h 11 min 57 s | + 9 min 02 s  | 2      |
| 6    | Pedro Cortes         | Teixeira Gomes  | Datsun 260Z            | 3 h 14 min 53 s | + 11 min 58 s | 4      |
| 7    | Mário Figueiredo     | Carlos Barata   | Datsun 240Z            | 3 h 16 min 28 s | + 13 min 33 s | 4      |
| 8    | Salvadore Cañellas   | Daniel Ferrater | Seat 1430              | 3 h 19 min 38 s | + 16 min 43 s | 2      |
| 9    | Fernando Lezama      | Javier Arnaix   | Ford Escort RS1600     | 3 h 20 min 49 s | + 17 min 54 s | 2      |
| 10   | Francisco Romãozinho | José Bernardo   | Citroën GS 1220        | 3 h 25 min 11 s | + 22 min 16 s | 2      |

### Troisième étape

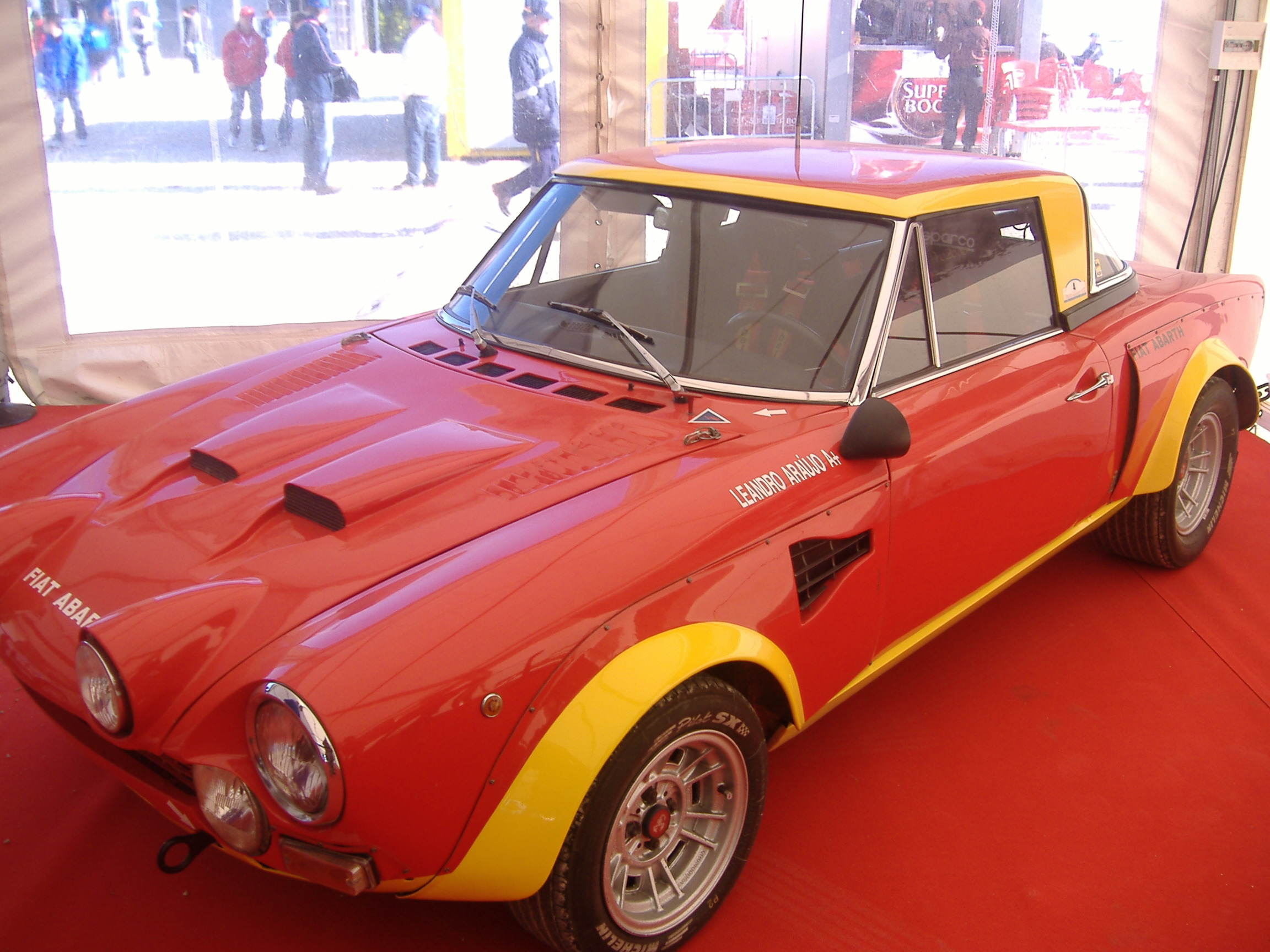
Après le triplé obtenu en 1974, nouveau succès pour les 124 Abarth au Portugal, Alén et Mikkola réalisant le doublé.

Conscients des problèmes de visibilité engendrés par la poussière, les organisateurs décident d'espacer les départs des concurrents de trois minutes au lieu de deux, afin de laisser le temps à la poussière de retomber entre deux voitures. Fort de son avance, Alén, sauf incident, a course gagnée. Il continue néanmoins sur un rythme élevé afin de parer à toute éventualité. Second, Mikkola n'est pas à l'abri d'un retour de Warmbold, qui s'accroche. Mais la lutte pour la seconde place est de courte durée, le vilebrequin de la BMW cédant dans la vingt-cinquième spéciale. La fin de course est sans histoire pour les deux Fiat d'Alén et de Mikkola qui regagnent Estoril dans cet ordre, devant la Toyota d'Andersson qui s'est montrée très rapide lors de cette dernière étape. Aaltonen termine à la quatrième place, devant la Datsun de Pedro Cortes, meilleur pilote local.

### Classement général
| Pos | No | Pilote               | Copilote            | Voiture                | Temps           | Écart             | Groupe |
| --- | -- | -------------------- | ------------------- | ---------------------- | --------------- | ----------------- | ------ |
| 1   | 4  | Markku Alén          | Ilkka Kivimäki      | Fiat 124 Abarth Spider | 6 h 24 min 15 s |                   | 4      |
| 2   | 1  | Hannu Mikkola        | Jean Todt           | Fiat 124 Abarth Spider | 6 h 26 min 58 s | + 2 min 43 s      | 4      |
| 3   | 9  | Ove Andersson        | Arne Hertz          | Toyota Corolla 1600    | 6 h 29 min 29 s | + 5 min 14 s      | 2      |
| 4   | 10 | Rauno Aaltonen       | Claes Billstam      | Opel Ascona            | 6 h 35 min 31 s | + 11 min 16 s     | 2      |
| 5   | 16 | Pedro Cortes         | Teixeira Gomes      | Datsun 260Z            | 6 h 45 min 07 s | + 20 min 52 s     | 4      |
| 6   | 19 | Mário Figueiredo     | Carlos Barata       | Datsun 240Z            | 6 h 53 min 47 s | + 29 min 32 s     | 4      |
| 7   | 7  | Shekhar Mehta        | Yvonne Pratt        | Datsun 160J            | 7 h 10 min 30 s | + 46 min 15 s     | 2      |
| 8   | 14 | Francisco Romãozinho | José Bernardo       | Citroën GS 1220        | 7 h 10 min 51 s | + 46 min 36 s     | 2      |
| 9   | 42 | Fernando Lezama      | Javier Arnaix       | Ford Escort RS1600     | 7 h 24 min 53 s | + 1 h 00 min 38 s | 2      |
| 10  | 41 | José Megre           | Raposo de Magalhães | Datsun 240Z            | 7 h 38 min 49 s | + 1 h 14 min 34 s | 4      |

### Hommes de tête
- ES1 à ES5 :  Hannu Mikkola -  Jean Todt (Fiat 124 Abarth Spider)
- ES6 à ES9 :  Markku Alén -  Ilkka Kivimäki (Fiat 124 Abarth Spider)
- ES10 :  Hannu Mikkola -  Jean Todt (Fiat 124 Abarth Spider)
- ES11 à ES34 :  Markku Alén -  Ilkka Kivimäki (Fiat 124 Abarth Spider)

### Vainqueurs d'épreuves spéciales
- Markku Alén -  Ilkka Kivimäki (Fiat 124 Abarth Spider) : 18 spéciales (ES 3, 5, 6, 9, 11, 13, 14, 16 à 20, 22, 23, 27, 28, 31, 32)
- Hannu Mikkola -  Jean Todt (Fiat 124 Abarth Spider) : 6 spéciales (ES 1, 2, 10, 12, 15, 24)
- Ove Andersson -  Arne Hertz (Toyota Corolla 1600) : 6 spéciales (ES 26, 29, 30, 32 à 34)
- Walter Röhrl -  Jochen Berger (Opel Ascona) : 3 spéciales (ES 5, 16, 17)
- Achim Warmbold -  John Davenport (BMW 2002 TI) : 2 spéciales (ES 17, 21)
- Rauno Aaltonen -  Claes Billstam  (Opel Ascona) : 1 spéciale (ES 25)

## Résultats des principaux engagés
| No | Pilote               | Copilote            | Voiture                | Groupe | Classement général                     | Class. groupe |
| -- | -------------------- | ------------------- | ---------------------- | ------ | -------------------------------------- | ------------- |
| 1  | Hannu Mikkola        | Jean Todt           | Fiat 124 Abarth Spider | 4      | 2e à 2 min 43 s                        | 2e            |
| 2  | Achim Warmbold       | John Davenport      | BMW 2002 TI            | 2      | ab. dans 25e spéciale (vilebrequin)    | -             |
| 3  | Walter Röhrl         | Jochen Berger       | Opel Ascona            | 2      | ab. dans 2e étape (allumage)           | -             |
| 4  | Markku Alén          | Ilkka Kivimäki      | Fiat 124 Abarth Spider | 4      | 1er                                    | 1er           |
| 5  | Björn Waldegård      | Hans Thorszelius    | Toyota Corolla 1600    | 2      | ab. dans 2e étape (boîte de vitesses)  | -             |
| 6  | Alcide Paganelli     | 'Ninni' Russo       | Fiat 124 Abarth Spider | 4      | ab. dans 2e étape (direction)          | -             |
| 7  | Shekhar Mehta        | Yvonne Pratt        | Datsun 160J            | 2      | 7e à 46 min 15 s                       | 3e            |
| 8  | António Borges       | João Anjos          | Fiat 124 Abarth Spider | 4      | ab. dans 1re étape (boîte de vitesses) | -             |
| 9  | Ove Andersson        | Arne Hertz          | Toyota Corolla 1600    | 2      | 3e à 5 min 14 s                        | 1er           |
| 10 | Rauno Aaltonen       | Claes Billstam      | Opel Ascona            | 2      | 4e à 11 min 16 s                       | 2e            |
| 12 | Salvadore Cañellas   | Daniel Ferrater     | Seat 1430              | 2      | ab. dans 26e spéciale (suspension)     | -             |
| 14 | Francisco Romãozinho | José Bernardo       | Citroën GS 1220        | 2      | 8e à 46 min 36 s                       | 4e            |
| 16 | Pedro Cortes         | Teixeira Gomes      | Datsun 260Z            | 4      | 5e à 20 min 52 s                       | 3e            |
| 17 | Jorge de Bagration   | Manolo Barbeito     | Lancia Stratos HF      | 4      | ab. dans 2e étape (fuite d'huile)      | -             |
| 19 | Mário Figueiredo     | Carlos Barata       | Datsun 240Z            | 4      | 6e à 29 min 32 s                       | 4e            |
| 23 | Ricardo Muñoz        | José Zorrita        | Seat 1430              | 2      | ab. dans 2e étape (sélecteur de boîte) | -             |
| 26 | Claude Laurent       | Jacques Marché      | Citroën GS 1220        | 2      | 14e à 1 h 29 min 28 s                  | 7e            |
| 30 | Jorge Ortigão        | Pedro Abreu         | Mazda 818              | 1      | 11e à 1 h 23 min 18 s                  | 1er           |
| 41 | José Megre           | Raposo de Magalhães | Datsun 240Z            | 4      | 10e à 1 h 14 min 34 s                  | 5e            |
| 42 | Fernando Lezama      | Javier Arnaix       | Ford Escort RS1600     | 2      | 9e à 1 h 00 min 38 s                   | 5e            |
| 50 | Carlos Torres        | Luís Calafate       | Mazda 818              | 1      | 12e à 1 h 24 min 54 s                  | 2e            |
| 70 | Jean-Claude Bertrand | José Tavares Pinto  | Datsun Violet          | 2      | 13e à 1 h 26 min 47 s                  | 6e            |
| 76 | Alain Coppier        | Robert Jocteur      | Audi 80 GT             | 1      | 19e à 2 h 11 min 19 s                  | 5e            |

## Classement du championnat à l'issue de la course
- attribution des points : 20, 15, 12, 10, 8, 6, 4, 3, 2, 1 respectivement aux dix premières marques de chaque épreuve (sans cumul, seule la voiture la mieux classée de chaque constructeur marque des points)
- seuls les sept meilleurs résultats (sur onze épreuves) sont retenus pour le décompte final des points.
- le rallye de Rideau Lakes, prévu du 15 au 19 octobre[6], sera annulé en cours de saison.

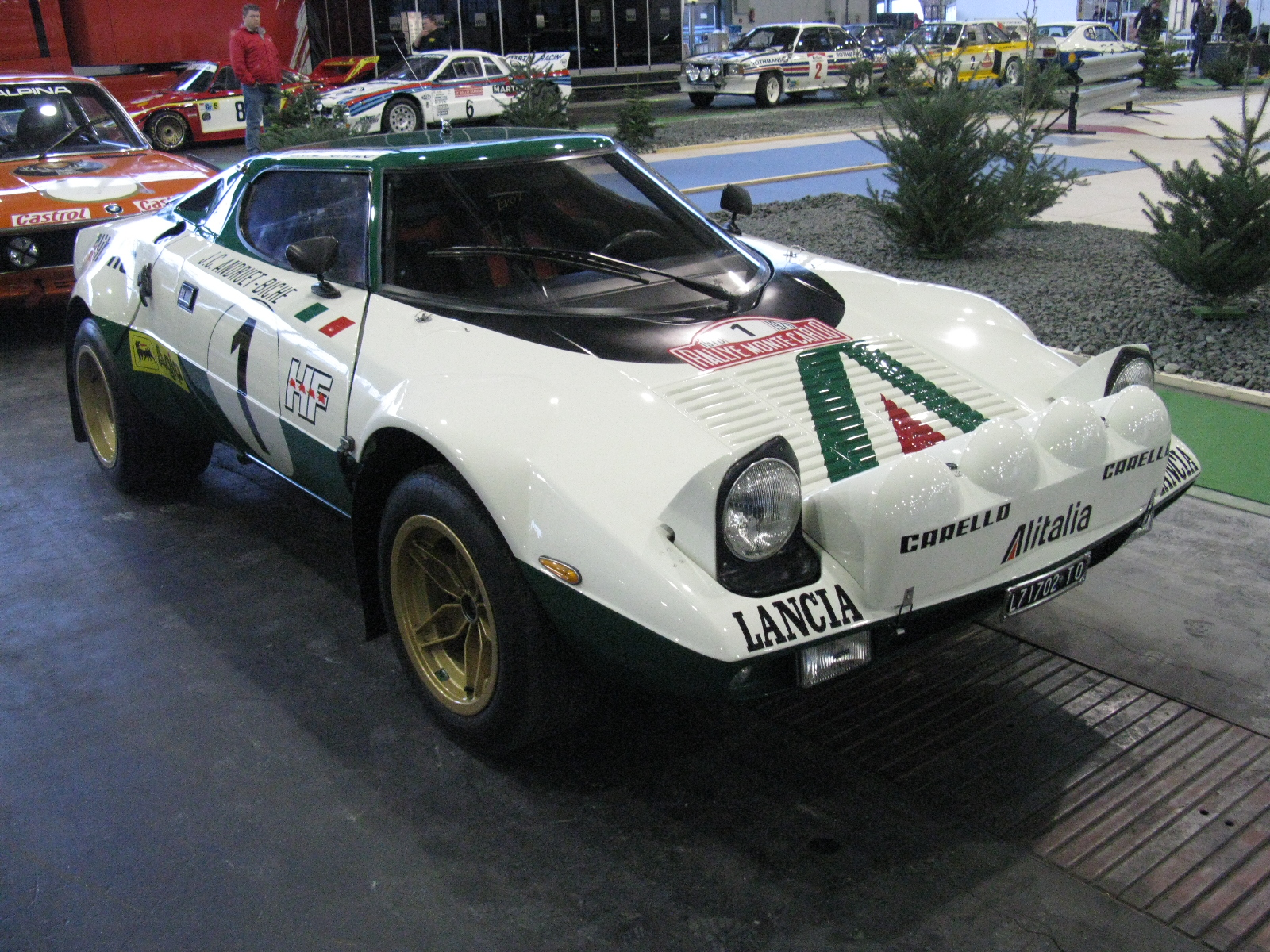
Malgré son désengagement lors des deux dernières épreuves, Lancia conserve la tête du championnat du monde.

| Pos. | Marque         | Points | M-C | SUE | SAF | ACR | MAR | POR | FIN | SAN | RID | COR | RAC |
| ---- | -------------- | ------ | --- | --- | --- | --- | --- | --- | --- | --- | --- | --- | --- |
| 1    | Lancia         | 55     | 20  | 20  | 15  | -   | -   | -   |     |     |     |     |     |
| 2    | Fiat           | 43     | 15  | 8   | -   | -   | -   | 20  |     |     |     |     |     |
| 3    | Peugeot        | 40     | -   | -   | 20  | -   | 20  | -   |     |     |     |     |     |
| 4    | Opel           | 33     | -   | 3   | -   | 20  | -   | 10  |     |     |     |     |     |
| 4=   | Alpine-Renault | 33     | 6   | -   | -   | 15  | 12  | -   |     |     |     |     |     |
| 6    | Mitsubishi     | 22     | -   | -   | 10  | 12  | -   | -   |     |     |     |     |     |
| 7    | Datsun         | 20     | -   | -   | 6   | -   | 6   | 8   |     |     |     |     |     |
| 8    | Saab           | 15     | -   | 15  | -   | -   | -   | -   |     |     |     |     |     |
| 9    | Citroën        | 13     | -   | -   | -   | -   | 10  | 3   |     |     |     |     |     |
| 10   | Toyota         | 12     | -   | -   | -   | -   | -   | 12  |     |     |     |     |     |
| 11   | Volvo          | 9      | -   | 2   | -   | 6   | 1   | -   |     |     |     |     |     |
| 12   | Renault        | 8      | 8   | -   | -   | -   | -   | -   |     |     |     |     |     |
| 12=  | Audi           | 8      | -   | -   | -   | 8   | -   | -   |     |     |     |     |     |
| 14   | Alfa Romeo     | 7      | 3   | -   | -   | 4   | -   | -   |     |     |     |     |     |
| 15   | Porsche        | 4      | 4   | -   | -   | -   | -   | -   |     |     |     |     |     |
| 15=  | Škoda          | 4      | -   | 4   | -   | -   | -   | -   |     |     |     |     |     |
| 17   | Ford           | 3      | -   | 1   | -   | -   | -   | 2   |     |     |     |     |     |
| 18   | BMW            | 1      | 1   | -   | -   | -   | -   | -   |     |     |     |     |     |
| 18=  | Lada           | 1      | -   | -   | -   | 1   | -   | -   |     |     |     |     |     |